# النمص (بعدان)

تعديل مصدري - تعديل

النمص هي إحدى قرى عزلة العذارب بمديرية بعدان التابعة لمحافظة إب، بلغ تعداد سكانها 280 نسمة حسب تعداد اليمن لعام 2004.